# 22e étape du Tour de France 1962
Pour un article plus général, voir Tour de France 1962.
La 22e étape du Tour de France 1962 est une course cycliste française qui constitue la dernière étape du 49e Tour de France.
La course s'est déroulée le dimanche 15 juillet, part de Pougues-les-Eaux et arrive à Paris pour une distance de 271 kilomètres. L'étape est remportée par l'Italien Rino Benedetti. Le Français Jacques Anquetil conserve la tête du classement général et remporte le Tour de France.

## Parcours
Le parcours, constitue une étape de plaine longue de 271 km et suit un axe Sud-Nord. Pougues-les-Eaux est ville-étape pour la première fois.
Le vélodrome du parc des Princes dans le 16e arrondissement de Paris accueille l'arrivée du Tour comme chaque année de 1905 à 1967.

## Classement de l'étape
| \| Classement de l'étape \| Classement de l'étape \| Classement de l'étape \| Classement de l'étape \| Classement de l'étape \| \| Coureur \| Coureur \| Pays \| Équipe \| Temps \| \| --------------------- \| --------------------- \| --------------------- \| -------------------------------- \| --------------------- \| \| 1er \| Rino Benedetti \| Italie \| Ignis-Moschettieri \| \| \| 2e \| Marcel Ongenae \| Belgique \| \| \| \| 3e \| Pierre Beuffeuil \| France \| Mercier-BP-Hutchinson \| \| \| 4e \| Piet van Est \| Pays-Bas \| \| \| \| 5e \| Pierino Baffi \| Italie \| \| \| \| 6e \| Joseph Groussard \| France \| Pelforth-Sauvage-Lejeune \| \| \| 7e \| Antonio Bailetti \| Italie \| Carpano \| \| \| 8e \| Giorgio Zancanaro \| Italie \| Philco \| \| \| 9e \| Edgard Sorgeloos \| Belgique \| Flandria-Faema-Clément \| \| \| 10e \| Jean Graczyk \| France \| Saint-Raphaël-Helyett-Hutchinson \| \| |                   |          |                                  |       |
| |                   |          |                                  |       |
| Source : ProCyclingStats |                   |          |                                  |       |
| Classement de l'étape |                   |          |                                  |       |
| Coureur | Coureur           | Pays     | Équipe                           | Temps |
| 1er | Rino Benedetti    | Italie   | Ignis-Moschettieri               |       |
| 2e | Marcel Ongenae    | Belgique |                                  |       |
| 3e | Pierre Beuffeuil  | France   | Mercier-BP-Hutchinson            |       |
| 4e | Piet van Est      | Pays-Bas |                                  |       |
| 5e | Pierino Baffi     | Italie   |                                  |       |
| 6e | Joseph Groussard  | France   | Pelforth-Sauvage-Lejeune         |       |
| 7e | Antonio Bailetti  | Italie   | Carpano                          |       |
| 8e | Giorgio Zancanaro | Italie   | Philco                           |       |
| 9e | Edgard Sorgeloos  | Belgique | Flandria-Faema-Clément           |       |
| 10e | Jean Graczyk      | France   | Saint-Raphaël-Helyett-Hutchinson |       |

## Classement général à l'issue de l'étape
| \| Classement général \| Classement général \| Classement général \| Classement général \| Classement général \| \| Coureur \| Coureur \| Pays \| Équipe \| Temps \| \| ------------------ \| ------------------- \| ------------------ \| --------------------------------- \| ------------------ \| \| 1er \| Jacques Anquetil \| France \| Saint-Raphaël-Helyett-Hutchinson \| \| \| 2e \| Joseph Planckaert \| Belgique \| Flandria-Faema-Clément \| \| \| 3e \| Raymond Poulidor \| France \| Mercier-BP-Hutchinson \| \| \| 4e \| Gilbert Desmet \| Belgique \| Carpano \| \| \| 5e \| Albertus Geldermans \| Pays-Bas \| Saint-Raphaël-Helyett-Hutchinson \| \| \| 6e \| Tom Simpson \| Royaume-Uni \| Gitane-Leroux-Dunlop-R. Geminiani \| \| \| 7e \| Imerio Massignan \| Italie \| Legnano \| \| \| 8e \| Ercole Baldini \| Italie \| Ignis-Moschettieri \| \| \| 9e \| Charly Gaul \| Luxembourg \| Gazzola-Fiorelli-Hutchinson \| \| \| 10e \| Eddy Pauwels \| Belgique \| Wiel's-Groene Leeuw \| \| |                     |             |                                   |       |
| |                     |             |                                   |       |
| Source : ProCyclingStats |                     |             |                                   |       |
| Classement général |                     |             |                                   |       |
| Coureur | Coureur             | Pays        | Équipe                            | Temps |
| 1er | Jacques Anquetil    | France      | Saint-Raphaël-Helyett-Hutchinson  |       |
| 2e | Joseph Planckaert   | Belgique    | Flandria-Faema-Clément            |       |
| 3e | Raymond Poulidor    | France      | Mercier-BP-Hutchinson             |       |
| 4e | Gilbert Desmet      | Belgique    | Carpano                           |       |
| 5e | Albertus Geldermans | Pays-Bas    | Saint-Raphaël-Helyett-Hutchinson  |       |
| 6e | Tom Simpson         | Royaume-Uni | Gitane-Leroux-Dunlop-R. Geminiani |       |
| 7e | Imerio Massignan    | Italie      | Legnano                           |       |
| 8e | Ercole Baldini      | Italie      | Ignis-Moschettieri                |       |
| 9e | Charly Gaul         | Luxembourg  | Gazzola-Fiorelli-Hutchinson       |       |
| 10e | Eddy Pauwels        | Belgique    | Wiel's-Groene Leeuw               |       |